# Daisuke Nasu
Daisuke Nasu (Prefectura de Kagoshima, 10 d'octubre de 1981) és un futbolista japonès.

## Selecció japonesa
Va formar part de l'equip olímpic japonès als Jocs Olímpics d'estiu de 2004.